# Луций Анней Флор
Лу́ций (или Пу́блий) Анне́й (или А́нний) Флор (лат. Lucius/Publius Annaeus/Annius Florus; родился около 70 года, предположительно, в Африке, Римская империя — умер около 140 года, Рим, Римская империя) — римский историк, автор «Эпитом Тита Ливия» в двух книгах — краткой истории Древнего Рима. Флору приписываются также короткая поэма об Адриане, письма и введение в диалог о том, был ли Вергилий оратором или поэтом.
Согласно грамматику Вергилию, Флор родился в Африке и приехал в Рим в правление Домициана. Во время поэтического состязания на Капитолийских играх Флор, несмотря на поддержку публики, не получил приза, после чего стал странствующим софистом и посетил Сицилию, Крит, Киклады, Родос и Египет. Не найдя себе места в Риме, Флор поселился в испанском Тарраконе, где основал школу и обучал литературе. При Траяне Флор возвратился в Рим, где уже все были знакомы с его поэзией.
Когда римская экспансия временно привела к пату, Флор определил это время в «Эпитомах» как «inertia caesarum» — «бездействие цезарей». «Эпитомы» как удобный компендиум объёмной работы Ливия стали очень популярны в поздней Античности и в Средневековье.

## Переводы
В 1704 году сочинение Юлия Флора было переведено с польского на русский под названием «О начатии и действованиях народу римскаго», но не опубликовано .
- Луция Аннея Флора четыре книги римской истории от времен царя Ромула до цесаря Августа. / Пер. Л. Прохорова. М., 1792. 155 стр.
- А. И. Немировский, М. Ф. Дашкова. Луций Анней Флор — историк древнего Рима. Воронеж, 1977. 168 стр. 3000 экз. (с переводом сочинения Флора под названием «Эпитомы римской истории обо всех войнах за семьсот лет»)
  - переизд.: Малые римские историки. М.: Ладомир. 1996.

В серии «Loeb classical library» «Римская история» издана под № 231.
В серии «Collection Budé»: Florus. Oeuvres.
- Tome I: Tableau de l’Histoire du peuple romain, de Romulus à Auguste. Livre I. Texte établi et traduit par P. Jal. CLXXI, 260 p.
- Tome II: Livre II. Virgile orateur ou poète? Poèmes et Lettres (fragments). Texte établi et traduit par P. Jal. 156 p.